# Jurij Vladimirovič Matijasevič
Jurij Vladimirovič Matijasevič (in russo Юрий Владимирович Матиясевич?; Leningrado, 2 marzo 1947) è un matematico e informatico russo.
Ha dimostrato che il decimo problema di Hilbert è irrisolvibile.